# Tætteste kuglepakning
I geometri er den tætteste kuglepakning af lige store kugler et tæt arrangement af kongruente kugler i et uendeligt, regulært arrangement (eller gitter). Carl Friedrich Gauss beviste, at den højeste gennemsnitlige tæthed – det vil sige den største del af rummet optaget af kugler – der kan opnås ved en gitterpakning er
{\displaystyle {\frac {\pi }{3{\sqrt {2}}}}\approx 0.74048}.
Den samme pakningstæthed kan også opnås ved skiftevis stabling af de samme tætpakkede planer af kugler, herunder strukturer, der er aperiodiske i stablingsretningen. Kepler-formodningen siger, at dette er den højeste tæthed, der kan opnås ved ethvert arrangement af kugler, enten regelmæssige eller uregelmæssige. Denne formodning blev bevist af T.C. Hales. Højeste tæthed er kun kendt for 1, 2, 3, 8 og 24 dimensioner.

Mange krystalstrukturer er baseret på en tæt-pakning af en enkelt slags atom, eller en tæt-pakning af store ioner med mindre ioner, der fylder mellemrummene mellem dem. De kubiske og heksagonale arrangementer er meget tæt på hinanden i energi, og det kan være svært at forudsige, hvilken form der vil blive foretrukket ud fra de første principper.